# Delmati
Delmati nebo Dalmati (latinsky Dalmatae) byli jeden z ilyrských kmenů, kteří ve starověku obývali oblasti mezi řekami Krka a Cetina, na území dnešní střední Dalmácie. 
Jejich hlavním centrem bylo město Delminium (chorvatsky: Delminij), které se nacházelo na Duvjanském poli. Byli pastevci a farmáři, kteří si půdu každých osm let znovu rozdělovali. Ve svých zvycích a víře byli konzervativní. 
Podle kmene Delmatů přejmenovali Římané svou bývalou provincii Illyricum na Dalmatia.  

## Etymologie

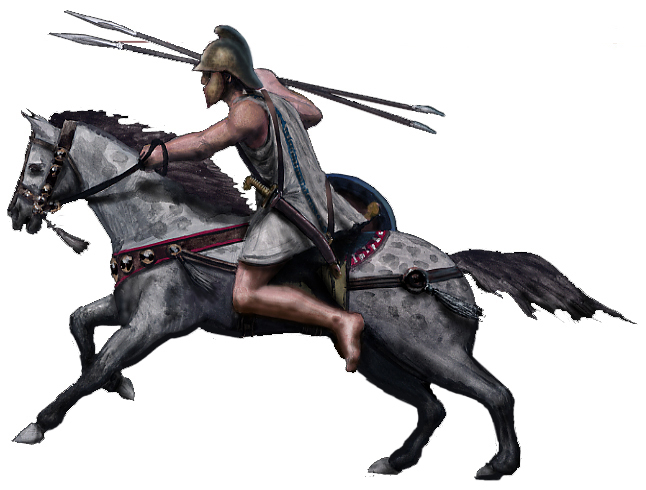
Delmatský jezdec z období helénismu (umělecká rekonstrukce).

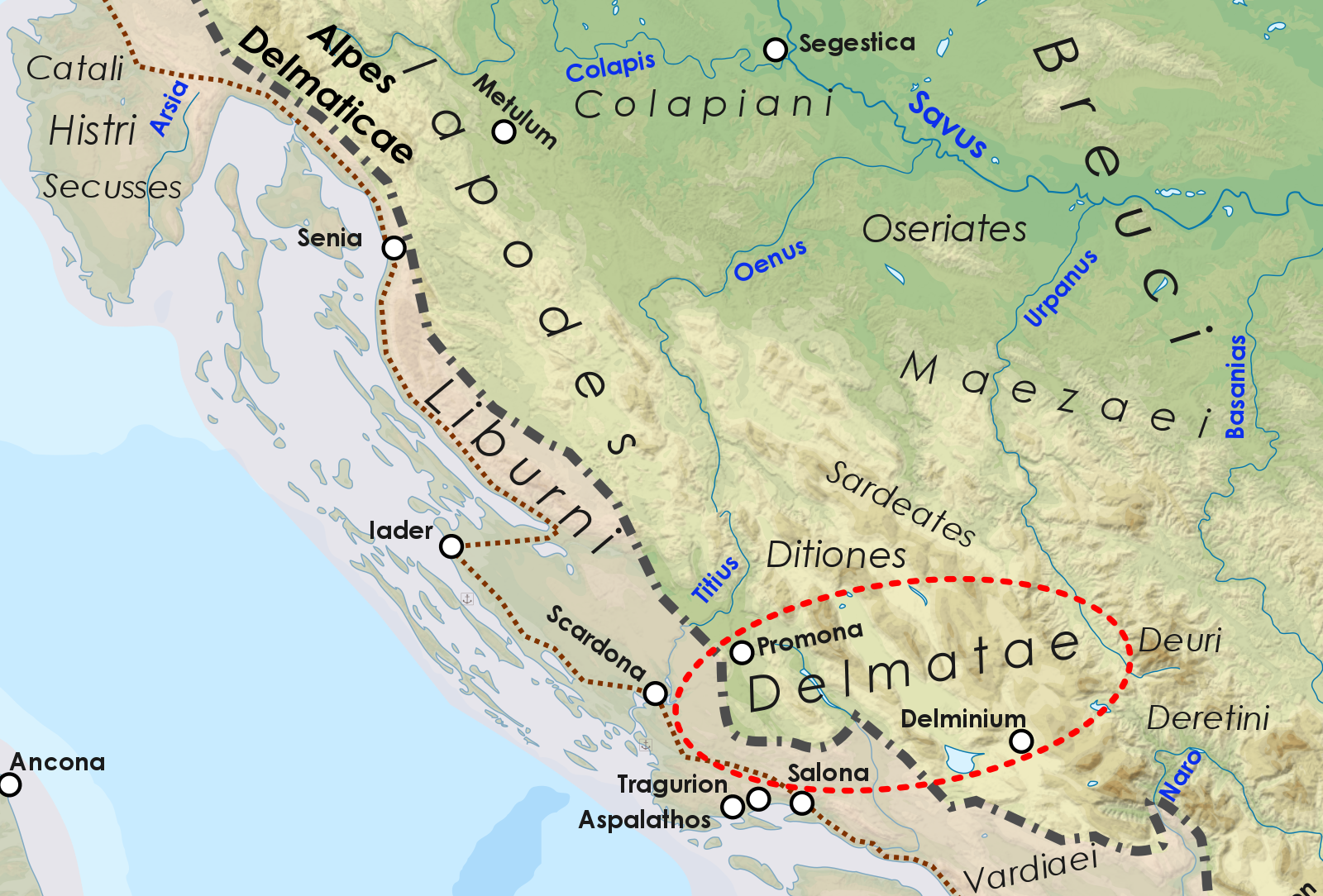
Kmen Delmatů v rámci Illyrica, kolem roku 40 př. n. l.

Předpokládá se, že jméno Delmati pochází z označení pro ovci (v albánštině se dosud vyskytuje označení delme), které odkazuje na chov zvířat a konktrétně na chov ovcí jako na převládající odvětví jejich hospodářství. 

## Dějiny
Zpočátku byli Delmati závislí na kmeni Ardejců, ale po smrti krále Pleurata III. v první polovině 2. století př. Kr. se vzbouřili a osamostatnili se. Brzy se však dostali do konfliktu se sousedními Daorsy a řeckými osadami Issou (dnešní Vis), Tragurion (Trogir), Epetion (Stobreč) a Salonou (Solin). 
Delmatské útoky na tyto osady a na římské spojence Daorsů vedly ke konfliktu s Římany a další století a půl probáhaly delmatsko-římské války. V bitvách s Římany dosáhli některých úspěchů, v roce 156 př. Kr. porazili římské vojsko, v roce 155 př. Kr., po dobytí Delminia však s Římany museli uzavřít mír. 
V roce 78 př. Kr. se proti Římu vzbouřili a obsadili Salonu a v roce 48 př. n. l. Kr dokonce porazili Caesarovo vojsko, ale v roce 33 př. Kr., pod tlakem nových římských sil, požádali císaře Augusta o mír. 
Ve 12. století př. n. l. se Delmati opět vzbouřili, a když se v roce 6. n. l. vzbouřili Ilyrští Desidiati, přidali se k nim. Poté, co Římané roku 9 n. l. potlačili povstání, byli Delmati definitivně poraženi, načež začal zdlouhavý proces jejich romanizace. 